# کارل جیمز نونس
کارل جیمز نونس (انگلیسی: K.J. Noons؛ زادهٔ ۷ دسامبر ۱۹۸۲) بوکسور، ورزشکار هنرهای رزمی ترکیبی و کاراته‌کا اهل ایالات متحده آمریکا است.